# Hyphessobrycon reticulatus
Hyphessobrycon reticulatus är en fiskart som beskrevs av Ellis, 1911. Hyphessobrycon reticulatus ingår i släktet Hyphessobrycon och familjen Characidae. Inga underarter finns listade i Catalogue of Life.